# ТЕС Харіпур (EGCB)
23°41′7″ пн. ш. 90°31′46″ сх. д. / 23.68528° пн. ш. 90.52944° сх. д.
ТЕС Харіпур (EGCB) – теплова електростанція на південно-східній околиці Дакка, яка належить державній компанії Electricity Generation Company of Bangladesh (EGCB). 
В 2014 році на майданчику станції став до ладу парогазовий блок комбінованого циклу потужністю 412 МВт, в якому одна газова турбіна потужністю 279 МВт живить через котел-утилізатор одну парову турбіну з показником 149 МВт. Паливна ефективність блоку становить 56%. 
Станція споживає природний газ, який може надходити по трубопроводах Тітас – Дакка та Бахрабад – Дакка.
Видача продукції відбувається по ЛЕП, розрахованим на роботу під напругою 132 кВ та 33 кВ.
Можливо відзначити, що поряд з майданчиком EGCB працюють ТЕС Харіпур державної BPDB, ТЕС Харіпур компанії Pendekar Energy та плавуча ТЕС Харіпур від NEPC.